# Тетепаре
Тетепаре (англ. Tetepare Island) — крупнейший необитаемый остров в южной части Тихого океана. Административно является частью Западной провинции Соломоновых Островов. Имеет площадь около 118 км². Остров покрыт девственными лесами, прибрежная зона имеет богатую флору и фауну. Происхождение названия не выяснено, наиболее вероятная версия возводит его к словосочетанию «дикая свинья» или «сражающийся кабан», поскольку остров известен среди жителей региона как местообитание этих животных.
Местные жители, вероятно, составляли отдельную этническую группу, отличавшуюся собственным языком и уникальными традициями, однако информация о них не систематизирована. Как и племена на островах Рендова и Нью-Джорджия, они, по-видимому, использовали залежную систему земледелия, иногда практиковали охоту за головами. В середине XIX века остров был покинут, местные жители рассеялись среди жителей других островов.
На западной оконечности острова в 1907—1918 годах на площади 3,75 км² существовала кокосовая плантация. После Второй мировой войны она начала приходить в упадок, а после 1990 года была полностью заброшена. В настоящее время территория зарастает вторичным лесом.

## Экология
Остров играет значимую роль в сохранении природных и археологических богатств. В общей сложности здесь зарегистрировано 230 видов птиц, 24 вида рептилий, 4 вида лягушек и 13 видов млекопитающих, включая эндемичные виды птиц и рукокрылых.
До сих пор на острове обнаруживаются новые виды. В последние годы исследователи выявили в пресноводных реках острова три новых вида рыб, один новый род рыб и одно потенциально новое семейство рыб.
На вулканических пляжах откладывают яйца три вида черепах, находящиеся под угрозой исчезновения: кожистая черепаха, бисса и зелёная черепаха. Рифы острова обладают чрезвычайным разнообразием видов, здесь представлены акулы, дельфины, крокодилы и многочисленные рыбы. Разнообразие видов местных коралловых рифов — одно из самых высоких в мире после островов Раджа-Ампат в Индонезии.
Остров демонстрирует богатую герпетофауну, меньшим разнообразием выделяются гекконы. Обитающий здесь гигантский цепкохвостый сцинк является одним из крупнейших видов сцинков. Распространены индийский варан и ребристая кандойа. На пляжах встречается необычный зеленокровный сцинк — зелёная празиногема, имеющая кровь зелёного цвета.
В конце 2004 года энтомолог Чарльз Де Роллео завершил первый обзор чешуекрылых острова Тетепаре. В соответствии с ним была уточнена зона обитания 43 видов чешуекрылых, которые были обнаружены на острове. Большинство видов бабочек являются общими для Тетепаре, Нью-Джорджии и/или островов Шортландс. Тем не менее, был описан новый подвид бабочки, Argyronmpha rubianensis masolo. Вид Ornithoptera victoria впервые подтвердил существование Ornithoptera на острове, хотя обнаружен был только мёртвый экземпляр в состоянии такого разложения, что конкретный его подвид определить не удалось.
Несмотря на присутствие на острове кошек, среди птиц также наблюдается значительное разнообразие. Возможно, дикие свиньи и кошки истребили птичьи колонии в некоторых местах, на что указывает скудность видов голубиных и пастушковых. Пернатые представлены орланом Соломоновых островов и такими более редкими птицами, как рифовая авдотка, толстоклювый длиннохвостый голубь и монарх Брауна. Гривистый голубь и меланезийский плодоядный голубь используют остров в качестве источника пищи, гнездясь в мангровых болотах соседних островов и массово пересекая проливы. Единственный известный эндемичный таксон острова Тетепаре — (Zosterops tetiparius tetiparius), подвид белоглазки.
Млекопитающие на острове представлены в первую очередь летучими мышами. Среди них — Melonycteris fardoulisi, описанный только в 1993 году, и подковонос, возможно, листонос Мэгги, описанный в 1981 году, либо новый таксон. Кроме того, до настоящего времени не идентифицированы некоторые летучие лисицы острова
На острове обитают популяции диких свиней, которые являются важным пищевым ресурсом для людей соседнего острова Рендова, особенно во время праздников. Местные охотники помогают регулировать поголовье свиней, часто совершая поездки на охоту. Известен по крайней мере один одичавший вид кошачьих, в то время как другие инвазивные виды, например, тростниковая жаба, здесь не встречаются.
Потомки прежних жителей Тетепаре признаются как его традиционные владельцы или хранители, остров продолжает быть местом духовной и традиционной значимости региона. В 2002 году для координации усилий по сохранению экосистемы острова, а также его сохранения как родины предков, была создана Ассоциация потомков Тетепаре. На острове построена исследовательская станция и комплекс для экотуристов.